# Perinoia cloviops
Perinoia cloviops är en insektsart som beskrevs av Jacobi 1921. Perinoia cloviops ingår i släktet Perinoia och familjen spottstritar. Inga underarter finns listade i Catalogue of Life.